# Kaliště (okres Pelhřimov)
Obec Kaliště (pomnožné) se nachází 7 km severozápadně od Humpolce v okrese Pelhřimov v Kraji Vysočina. Žije zde 381 obyvatel. Je rodnou obcí hudebního skladatele a dirigenta Gustava Mahlera.

## Historie
Ves byla založena vyšehradskou kapitulou roku 1252. První písemná zmínka o obci pochází z roku 1318. Roku 1436 byla zastavena Trčkům z Lípy a později se zde vystřídali další majitelé. Roku 1698 ho získal Jan Jáchym z Harrachu. Panské sídlo - zámeček, zde bylo vybudováno někdy v polovině 17. století. Zámeček byl zbořen roku 1880.
Obec Kaliště v roce 2006 obdržela ocenění v soutěži Vesnice Vysočiny: Zelená stuha, ocenění za péči o zeleň a životní prostředí. Obec v roce 2011 obdržela ocenění v soutěži Vesnice Vysočiny: diplom za péči o kulturní dědictví. V roce 2015 získala ocenění v soutěži Vesnice Vysočiny 2015: diplom za vzorné moderní knihovnické a informační služby. V roce 2016 získala ocenění v soutěži Vesnice Vysočiny 2016: diplom za kulturní přínos. V roce 2017 získala obec ocenění v soutěži Vesnice Vysočiny 2017: Cenu naděje pro živý venkov – za místní spolkový život a občanskou společnost v obcích.

## Školství
- Mateřská škola Kaliště

## Náboženství
V obci je sídlo římskokatolické farnosti Kaliště. Místní plebánie byla zmíněna již v roce 1350. V roce 1856 zde byla zřízena farnost.

## Pamětihodnosti
- Kostel svatého Jana Křtitele z roku 1812 na návsi
- Rodný dům skladatele Gustava Mahlera s expozicí
- Pamětní kámen stojící v lese u Starých Hutí u cesty do Rejčkova

## Části obce
- Kaliště
- Háj
- Holušice
- Podivice
- Staré Hutě

## Významné osobnosti

### Rodáci
V Kalištích se narodil 7. července 1860 Gustav Mahler, světoznámý hudební skladatel a dirigent židovského původu (zemřel 18. května 1911 ve Vídni). Krátce po jeho narození – byly mu čtyři měsíce – se jeho rodina přestěhovala do nedaleké Jihlavy, kde Mahler žil do svých 15 let věku. V Kalištích byl dne 7. července 2010 u příležitosti Mahlerových 150. narozenin uspořádán koncert věnovaný jeho symfonické hudbě, vysílaný několika evropskými televizními stanicemi.
O odkaz skladatele pečuje v České republice od roku 1996 Společnost Gustava Mahlera MAHLER 2000, která obnovila jeho rodný dům v Kalištích. Zde se nachází expozice "Mahler a Čechy". Společnost organizuje v Jihlavě a na Vysočině také pravidelný festival Hudba tisíců.